# Insula Alborán

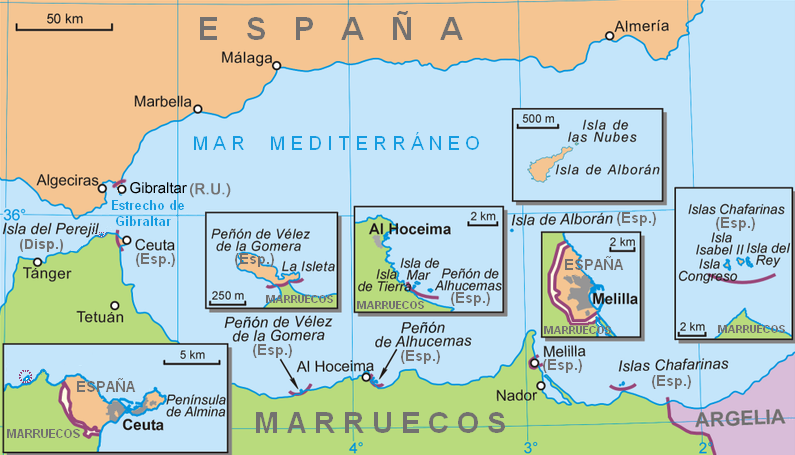
Harta sudului Spaniei cu insulele din Marea Mediterană

Insula Alborán (în spaniolă Isla de Alborán) este o insuliță situată în Marea Alborán, parte a Mării Mediteranene de Vest, aproximativ la 50 de kilometri (31 de mile) nord de coasta marocană și la 90 km (56 mile) sud de provincia spaniolă Almería. Posesiune spaniolă încă din 1540, ea a fost luată de la piratul tunisian Al Borani în Bătălia de la Alborán. Acum adăpostește o mică garnizoană a marinei spaniole și un far automatizat. 

## Descriere
Insula Alborán este o insuliță din Marea Alborán, care face parte din Marea Mediterană de Vest, la aproximativ 50 kilometri (31 mi) nord de coasta marocană și la 90 kilometri (56 mi) sud de țărmul european, mai exact, de provincia Almería a Spaniei. Insula este o platformă plană situată la o altitudine de aproximativ 15 m deasupra nivelului mării și are o suprafață de aproximativ 766 390 m2.

### Islote de la Nube
La 100 m distanță de capătul din nord al insulei se află Islote de la Nube (în spaniolă: Insulița Norului).

### Diplotaxis siettiana
Planta asemănătoare napului, numită științific Diplotaxis siettiana, iar în spaniolă jaramago de Alborán, are singura sa populație sălbatică cunoscută pe insulă. A dispărut de acolo în secolul al XX-lea, dar a fost reintrodusă cu succes din stocurile de conservare ex-situ în 1999.

## Istorie
Alborán a fost cunoscută greșit ca „Albusama”.
La mijlocul anilor 1960 au existat câteva încercări ale vaselor de pescuit ale Uniunii Sovietice de a stabili o bază în Alborán, ceea ce a silit armata spaniolă să aducă aici un detașament al Marinei Spaniole.

## Viața actuală
Insula aparține administrativ de Comarca Metropolitana de Almería și face parte din districtul Pescadería. 

## Vezi și
- Marea Alborán
- Almería